# New York Knicks 1972-1973
La stagione 1972-73 dei New York Knicks fu la 24ª nella NBA per la franchigia.
I New York Knicks arrivarono secondi nella Atlantic Division della Eastern Conference con un record di 57-25. Nei play-off vinsero la semifinale di conference con i Baltimore Bullets (4-1), la finale di conference con i Boston Celtics (4-3), vincendo poi il titolo battendo nella finale NBA i Los Angeles Lakers (4-1).

## Eastern Conference
| Squadra            | V  | P  | %    | GB |
| ------------------ | -- | -- | ---- | -- |
| Boston Celtics     | 68 | 14 | 82,9 | -  |
| N.Y. Knicks C      | 57 | 25 | 69,5 | 11 |
| Buffalo Braves     | 21 | 61 | 25,6 | 47 |
| Philadelphia 76ers | 9  | 73 | 11   | 59 |

## Roster
| \| Pos. \| Num. \| Naz. \| Nome \| Altezza \| Peso \| Data nascita \| Provenienza \| \| ---- \| ---- \| ---- \| ----------------- \| ------- \| ------ \| ------------ \| ------------------- \| \| G/AP \| 12 \| \| Barnett, Dick \| 193 cm \| 86 kg \| 02-10-1936 \| Tennessee State \| \| G \| 17 \| \| Bibby, Henry \| 185 cm \| 84 kg \| 24-11-1949 \| UCLA \| \| G/AP \| 24 \| \| Bradley, Bill \| 196 cm \| 93 kg \| 28-07-1943 \| Princeton \| \| G/AP \| 22 \| \| DeBusschere, Dave \| 198 cm \| 100 kg \| 16-10-1940 \| Detroit-Mercy \| \| G \| 10 \| \| Frazier, Walt \| 193 cm \| 91 kg \| 29-03-1945 \| Southern Illinois \| \| A/C \| 40 \| \| Gianelli, John \| 208 cm \| 100 kg \| 10-06-1950 \| Pacific \| \| A/C \| 18 \| \| Jackson, Phil \| 203 cm \| 100 kg \| 17-09-1945 \| North Dakota \| \| A/C \| 32 \| \| Lucas, Jerry \| 203 cm \| 104 kg \| 30-03-1940 \| Ohio State \| \| G \| 7 \| \| Meminger, Dean \| 183 cm \| 79 kg \| 13-05-1948 \| Marquette \| \| G \| 15 \| \| Monroe, Earl \| 191 cm \| 84 kg \| 21-11-1944 \| Winston-Salem State \| \| C \| 23 \| \| Rackley, Luther \| 208 cm \| 100 kg \| 11-06-1946 \| Xavier \| \| A/C \| 19 \| \| Reed, Willis \| 206 cm \| 107 kg \| 25-06-1942 \| Grambling State \| \| A/C \| 6 \| \| Riker, Tom \| 208 cm \| 102 kg \| 28-02-1950 \| South Carolina \| \| A \| 43 \| \| Wingo, Harthorne \| 198 cm \| 95 kg \| 09-09-1947 \| Friendship College \| | Allenatore - Red Holzman Assistente/i - Dick McGuire - Danny Whalen Legenda - (C) Capitano - (FA) Free agent - (S) Sospeso - (TW) Contratto Two-way - (GL) Assegnato a squadra G League affiliata - Infortunato Roster • Transazioni · Ultima transazione: 24 aprile 1973 |                        |                   |         |        |              |                     |
| Pos. | Num. | Naz.                   | Nome              | Altezza | Peso   | Data nascita | Provenienza         |
| G/AP | 12 | Stati Uniti (bandiera) | Barnett, Dick     | 193 cm  | 86 kg  | 02-10-1936   | Tennessee State     |
| G | 17 | Stati Uniti (bandiera) | Bibby, Henry      | 185 cm  | 84 kg  | 24-11-1949   | UCLA                |
| G/AP | 24 | Stati Uniti (bandiera) | Bradley, Bill     | 196 cm  | 93 kg  | 28-07-1943   | Princeton           |
| G/AP | 22 | Stati Uniti (bandiera) | DeBusschere, Dave | 198 cm  | 100 kg | 16-10-1940   | Detroit-Mercy       |
| G | 10 | Stati Uniti (bandiera) | Frazier, Walt     | 193 cm  | 91 kg  | 29-03-1945   | Southern Illinois   |
| A/C | 40 | Stati Uniti (bandiera) | Gianelli, John    | 208 cm  | 100 kg | 10-06-1950   | Pacific             |
| A/C | 18 | Stati Uniti (bandiera) | Jackson, Phil     | 203 cm  | 100 kg | 17-09-1945   | North Dakota        |
| A/C | 32 | Stati Uniti (bandiera) | Lucas, Jerry      | 203 cm  | 104 kg | 30-03-1940   | Ohio State          |
| G | 7 | Stati Uniti (bandiera) | Meminger, Dean    | 183 cm  | 79 kg  | 13-05-1948   | Marquette           |
| G | 15 | Stati Uniti (bandiera) | Monroe, Earl      | 191 cm  | 84 kg  | 21-11-1944   | Winston-Salem State |
| C | 23 | Stati Uniti (bandiera) | Rackley, Luther   | 208 cm  | 100 kg | 11-06-1946   | Xavier              |
| A/C | 19 | Stati Uniti (bandiera) | Reed, Willis      | 206 cm  | 107 kg | 25-06-1942   | Grambling State     |
| A/C | 6 | Stati Uniti (bandiera) | Riker, Tom        | 208 cm  | 102 kg | 28-02-1950   | South Carolina      |
| A | 43 | Stati Uniti (bandiera) | Wingo, Harthorne  | 198 cm  | 95 kg  | 09-09-1947   | Friendship College  |